# Mike Warren
Mike Warren (geboren 1964) is sinds 2007 burgemeester (id est regeringsleider) van de Pitcairneilanden.
In december 2007 versloeg Warren bij parlementsverkiezingen door het 38-koppige electoraat aftredend burgemeester Jay Warren, die het ambt sinds 2004 bekleedde.
In december 2010 werd Warren in verdenking gesteld van het bezit van onfatsoenlijke foto's van kinderen en het bezit van pornografische beelden, video's en documenten met kinderen. Hij werd in naam van de Britse Hoge Commissie in Nieuw-Zeeland (de Commissaris is tevens gouverneur van de Pitcairneilanden) opgepakt door de Nieuw-Zeelandse politieagent op Pitcairn.